# 1000-km-Rennen auf dem Nürburgring 1979

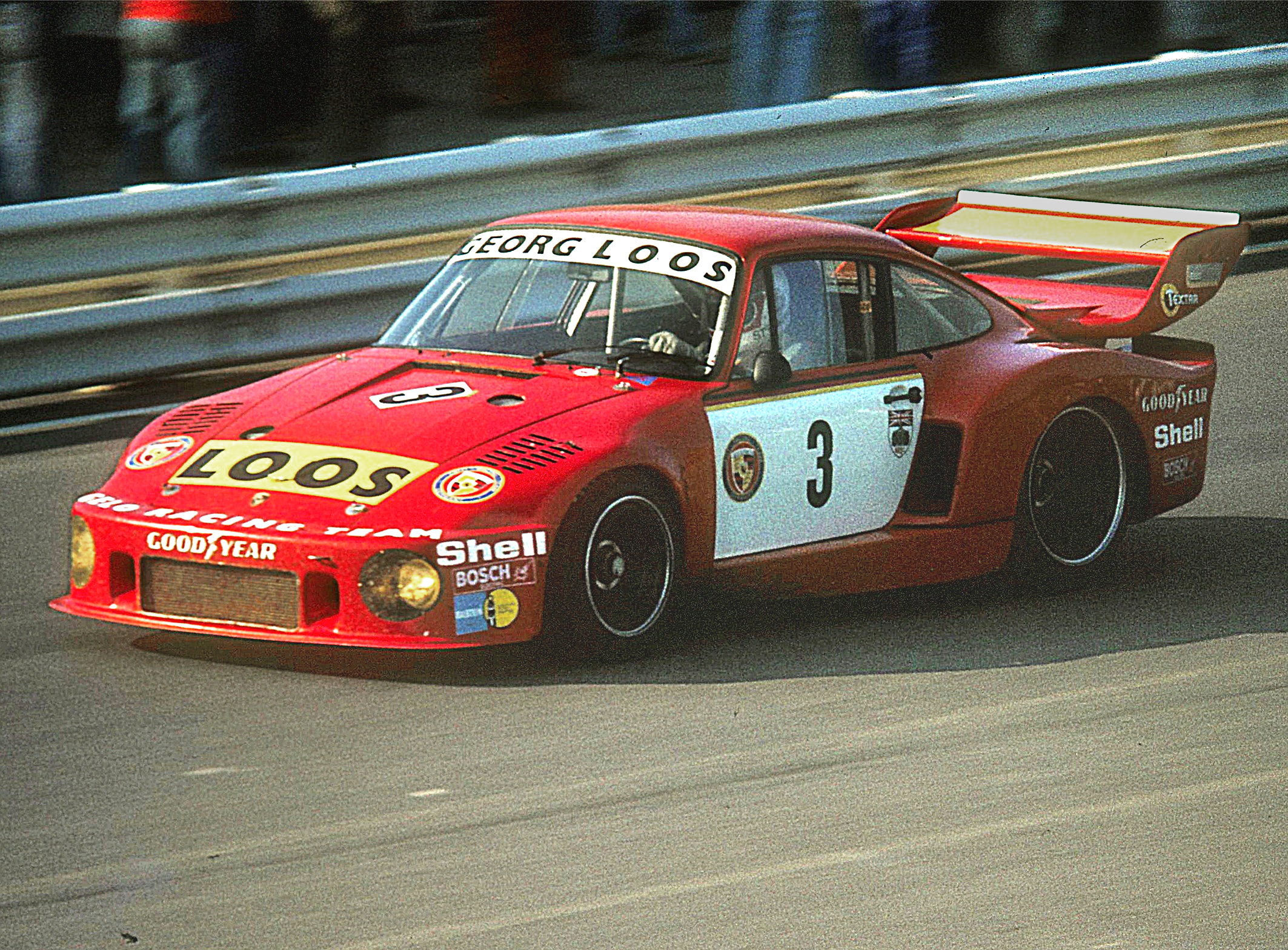
Das Gelo Racing Team gewann mit einem Porsche 935/77 das Rennen (Foto von 1977)

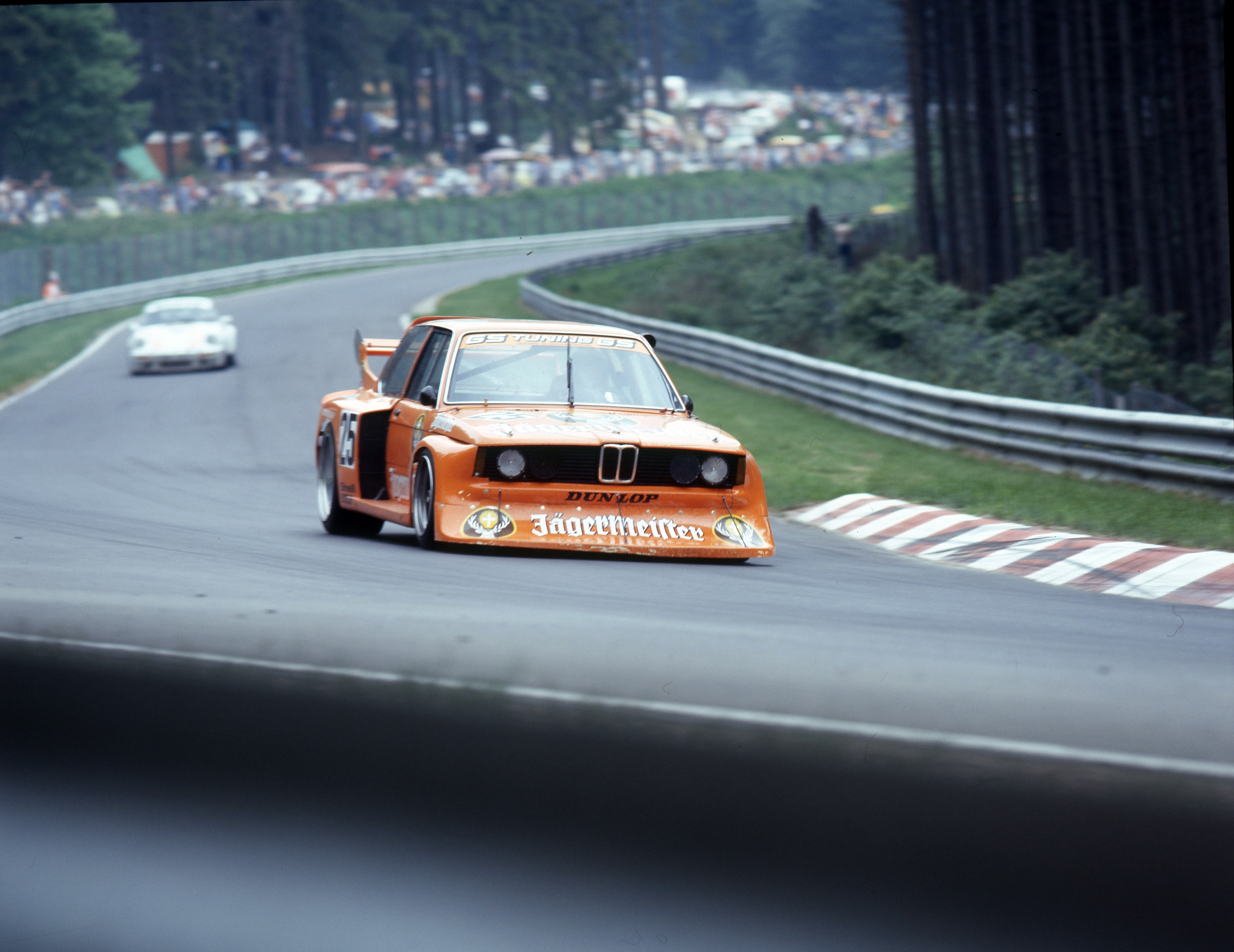
Der BMW 320 von Eckhard Schimpf und Hans-Georg Bürger

Das 25.  1000-km-Rennen auf dem Nürburgring, auch 1000 km Nürburgring, Nürburgring Nordschleife, fand am 3. Juni 1979 auf der Nordschleife des Nürburgrings statt und war der achte Wertungslauf der Sportwagen-Weltmeisterschaft dieses Jahres.

## Das Rennen
Für den fünften Sportwagen-Weltmeisterschaftslauf der Saison gingen 109 Meldungen beim Veranstalter ein. Schlussendlich nahmen 48 Rennwagen das Rennen auf. Von der Pole-Position ging Rolf Stommelen ins Rennen. Er erzielte im Training auf seinem Porsche 908/3 TC eine Zeit von 7:32,200 Minuten auf seiner schnellsten Runde und war damit um mehr als fünf Sekunden schneller als sein Markenkollege Klaus Ludwig im Porsche 935/77A. Der Porsche 908/3 schied im Rennverlauf aus.
Nach einer Renndistanz von 1004,740 km wurden die drei Rennfahrer Manfred Schurti, John Fitzpatrick und Bob Wollek als Sieger abgewunken.

## Ergebnisse

### Schlussklassement
| 1                  | Gruppe 5 | 6   | Gelo Racing                        | Manfred Schurti John Fitzpatrick Bob Wollek                  | Porsche 935/77A             | 44 |
| 2                  | Gruppe 5 | 2   | Porsche Kremer Racing              | Klaus Ludwig Axel Plankenhorn                                | Porsche 935 K3              | 44 |
| 3                  | Gruppe 5 | 9   | Gelo Racing                        | Brian Redman Henri Pescarolo                                 | Porsche 935/77A             | 43 |
| 4                  | Gruppe 5 | 7   | Sekurit Racing                     | Dieter Schornstein Edgar Dören Götz von Tschirnhaus          | Porsche 935/77A             | 43 |
| 5                  | Gruppe 5 | 1   | Liqui Moly Joest                   | Volkert Merl Derek Bell Rolf Stommelen                       | Porsche 935/77A             | 41 |
| 6                  | Gruppe 5 | 25  | Jägermeister                       | Eckhard Schimpf Hans-Georg Bürger                            | BMW 320                     | 41 |
| 7                  | GT       | 44  | Autohaus Max Moritz                | Jürgen Lässig Gerhard Holup Hermann-Peter Duge               | Porsche 934                 | 40 |
| 8                  | GT       | 45  | Hahn Sportwagen                    | Klaus Utz Armin Jahn                                         | Porsche 911 Carrera RSR     | 40 |
| 9                  | Gruppe 5 | 8   | Jan Lundgårdh                      | Jan Lundgårdh Eberhard Braun                                 | Porsche 935/77A             | 39 |
| 10                 | GT       | 47  | Angelo Pallavicini                 | Angelo Pallavicini Enzo Calderari Marco Vanoli               | Porsche 911 Carrera RSR     | 39 |
| 11                 | GT       | 52  | Simca N.S. Motorsport              | Wolfgang Walter Werner Prinz Ludwig Nett                     | Porsche 911 Carrera RSR     | 38 |
| 12                 | S 2.0    | 114 | Peter Groh                         | Peter Groh Roland Binder                                     | Lola T390                   | 37 |
| 13                 | GT       | 46  | Norddeutscher Automobilclub        | Jürgen Oppermann Joachim Oppermann                           | Porsche 911 Carrera RS      | 36 |
| 14                 | GT       | 40  | Thierry Perrier                    | Thierry Perrier Roger Carmillet                              | Porsche 911 Carrera RS      | 36 |
| 15                 | GT       | 53  | Norddeutscher Automobilclub        | Matthias Lörper Karl-Josef Römer                             | Porsche 911 Carrera RS      | 36 |
| 16                 | T        | 84  | KWS Motorsport                     | Rolf Rosenkranz Hans-Günter Stoffel                          | Ford Escort RS 2000         | 36 |
| 17                 | T        | 89  | Yale Stapler                       | Heiner Müller Lothar vom Stein Peter Biewald                 | BMW 2002                    | 35 |
| 18                 | Gruppe 5 | 23  | Lancia Corse                       | Riccardo Patrese Walter Röhrl                                | Lancia Beta Montecarlo      | 34 |
| 19                 | T        | 85  | Berkenkamp Ford                    | Mathias Schneider Holger Soltwedel Winfried Maiworm          | Ford Escort                 | 34 |
| 20                 | Gruppe 5 | 82  | AC Bad Honnef                      | Hans-Joern Ley Josef Rietmann                                | VW Golf GTI                 | 34 |
| 21                 | T        | 75  | Wilhelmy Racing                    | Kurt Hens Hans Schell Peter Stern                            | BMW 2002                    | 34 |
| 22                 | S 2.0    | 118 | Norbert Dombrowski                 | Norbert Dombrowski Peter Hoffmann                            | Rex SP1                     | 34 |
| 23                 | S 2.0    | 116 | Eugen Grupp                        | Eugen Grupp Jörg Zaborowski                                  | Lola T297                   | 34 |
| 24                 | T        | 66  | Bergisch-Gladbach Renngemeinschaft | Hans Weissgerber Hermann-Josef Nett Richard Bremmekamp       | BMW 2002                    | 32 |
| 25                 | T        | 77  | Sieglar Renngemeinschaft           | Hagen Arlt Klaus Bieler                                      | Audi 80                     | 32 |
| 26                 | Gruppe 5 | 3   | Gelo Racing                        | Bob Wollek John Fitzpatrick Manfred Schurti                  | Porsche 935/77A             | 31 |
| 27                 | T        | 60  | Zakspeed Racing                    | Jochen Dauer Wolfgang Boller Klaus Niedzwiedz                | Ford Escort                 | 31 |
| Ausgefallen        |          |     |                                    |                                                              |                             |    |
| 28                 | Gruppe 5 | 21  | Zakspeed Racing                    | Mario Ketterer Klaus Niedzwiedz                              | Ford Capri Turbo            | 27 |
| 29                 | T        | 79  | Veytal Tuning                      | Michael Sanden Wolfgang Hansen                               | VW Scirocco                 | 27 |
| 30                 | T        | 61  | Zakspeed Racing                    | Jörg Denzel Helmut Döring                                    | Ford Escort                 | 26 |
| 31                 | Gruppe 5 | 11  | Jägermeister                       | Anton Fischhaber Romain Feitler Uwe Köhler                   | Porsche 911 Carrera RSR     | 24 |
| 32                 | Gruppe 5 | 20  | Zakspeed Racing                    | Hans Heyer Jan Lammers                                       | Ford Capri Turbo            | 23 |
| 33                 | T        | 88  | Cavallo Matras                     | Herbert Kummle Karl Mauer Winfried Vogt                      | Ford Escort RS              | 23 |
| 34                 | S 2.0    | 112 | Mogil Motors                       | Tony Charnell Martin Raymond                                 | Chevron B36                 | 22 |
| 35                 | T        | 67  | Bergisch-Gladbach Renngemeinschaft | Richard Bremmekamp Klaus Lindlar Hans Weissgerber            | BMW 320i                    | 20 |
| 36                 | T        | 81  | P. F. + Akemi-Team Hürth           | Hans-Werner Hilger Wolfgang Jacobs                           | VW Scirocco                 | 16 |
| 37                 | GT       | 42  | Ecurie Biennoise                   | Enzo Calderari Angelo Pallavicini Willi Spavetti             | Porsche 911 Carrera RSR     | 15 |
| 38                 | T        | 78  | Kilian Tuning                      | Heinz Gilges Wolfgang Wolf                                   | Audi 80                     | 14 |
| 39                 | Gruppe 5 | 22  | Zakspeed Racing                    | Harald Ertl Hans Heyer Harald Grohs                          | Lotus Europa Turbo          | ?  |
| 40                 | Gruppe 5 | 24  | Giuseppe Piazzi                    | Giuseppe Piazzi Renzo Zorzi Stanislao Sterzel                | Fiat X1/9                   | ?  |
| 41                 | GT       | 41  | Scuderia Basilea                   | Peter Zbinden Edi Kofel                                      | Porsche 934                 | ?  |
| 42                 | GT       | 49  | Valvoline Deutschland              | Fritz Müller Alfred Spaeh                                    | Porsche 911 Carrera RS      | ?  |
| 43                 | T        | 63  | Dick Barbour                       | Dick Barbour Bob Akin Helmut Gall                            | Ford Escort RS2000          | ?  |
| 44                 | T        | 65  | Bergisch-Gladbach Renngemeinschaft | Jürgen Möhle Norbert Philipps                                | BMW 2002                    | ?  |
| 45                 | S + 2.0  | 101 | Liqui Moly Joest Racing            | Rolf Stommelen Reinhold Joest                                | Porsche 908/3 TC            | ?  |
| 46                 | S + 2.0  | 104 | Mayen Automobil Club               | Norbert Przybilla Dieter Kern                                | TOJ SC302                   | ?  |
| 47                 | S + 2.0  | 105 | Kurt Hild                          | Kurt Hild Dieter Kern                                        | TOJ SC306                   | ?  |
| 48                 | S + 2.0  | 106 | Deutsch Brothers                   | Ralf Walter Franz Kaiser Kurt Lotterschmid                   | Deutsch Special Porsche 908 | ?  |
| Nicht gestartet    |          |     |                                    |                                                              |                             |    |
| 49                 | Gruppe 5 | 10  | Paul Mahlke Racing                 | Ralf-Dieter Schreiber Peter Hähnlein John Lagodny            | Porsche 935                 | 1  |
| Nicht qualifiziert |          |     |                                    |                                                              |                             |    |
| 50                 | Gruppe 5 | 4   | Carlo Pietromarchi                 | Gianfranco Brancatelli Carlo Pietromarchi Maurizio Micangeli | De Tomaso Pantera           | 2  |
| 51                 | Gruppe 5 | 26  | Richard Jenvey                     | Richard Jenvey David Mercer Mike Chittenden                  | Lotus Esprit S1             | 3  |

1 nicht gestartet
2 nicht qualifiziert
3 nicht qualifiziert

### Nur in der Meldeliste
Hier finden sich Teams, Fahrer und Fahrzeuge, die ursprünglich für das Rennen gemeldet waren, aber aus den unterschiedlichsten Gründen daran nicht teilnahmen.
| Pos. | Klasse   | Nr. | Team                        | Fahrer                                                | Chassis                 |
| ---- | -------- | --- | --------------------------- | ----------------------------------------------------- | ----------------------- |
| 52   | Gruppe 5 | 5   | Carlo Pietromarchi          | Carlo Pietromarchi Roberto Marazzi Maurizio Micangeli | De Tomaso Pantera       |
| 53   | Gruppe 5 | 27  | MacInnes                    | Ian Marshall Syd Fox                                  | Lotus Esprit S1         |
| 54   | Gruppe 5 | 28  | Willy F Racing              | Preben Kristoffersen Jens Winther                     | BMW 320i                |
| 55   | GT       | 43  | Kenneth Leim                | Kenneth Leim Kurt Simonsen                            | Porsche 934             |
| 56   | GT       | 48  | Autohaus Max Moritz         | Leo Eigner Hermann-Peter Duge                         | Porsche 911 Carrera RSR |
| 57   | T        | 50  | Valvoline Deutschland       | Walter Löffler Hugo Nückel Peter Döring               | Opel Monza              |
| 58   | T        | 51  | Willi Martini               | Karl-Heinz Becker Michael Martini                     | BMW 3.0 CSL             |
| 59   | T        | 54  | Radevormwald Automobilclub  | Mandred Wader Ralf Hoeffgen                           | Opel Commodore          |
| 60   | GT       | 62  | Dieter Gleich               | Manfred Mohr Walter Struckmann                        | Alfa Romeo GTA Sprint   |
| 90   | T        | 64  | Jürgen Kannacher            | Heinz-Jürgen Dahmen Jürgen Kannacher                  | BMW 320i                |
| 91   | T        | 68  | Postert Toyota              | Karl-Heinz Gürthler Karl-Heinz Schäfer                | Toyota Celica           |
| 92   | T        | 69  | Postert Toyota              | Norbert Neumann                                       | Toyota Celica           |
| 93   | T        | 70  | Mantzel/Kissling            | Wolfgang Offermann                                    | Opel Kadett             |
| 94   | T        | 71  | Hilde Schmidt               | Jens Schmidt Hilde Schmidt Frank Schmidt              | BMW 2002                |
| 95   | T        | 72  | Joachim Scheefeldt          | Joachim Scheefeldt Robert Heckenbach                  | BMW 2002                |
| 96   | T        | 73  | Peter Schumacher            | Peter Schumacher Theo Koerner                         | BMW 320i                |
| 97   | T        | 74  | RK Tuning                   | Mathias Bungard Josef Wilhelmy                        | Opel Kadett             |
| 98   | T        | 76  | Wilhelmy Racing             | Peter Stern Heinz Weller Kurt Hens                    | BMW 1600                |
| 99   | T        | 80  | Miczyk Tuning               | Horst Bonefeld Klaus Ligensa                          | VW Scirocco             |
| 100  | T        | 83  | Willi Martini               | Michael Martini Karl-Heinz Becker                     | BMW 2002                |
| 101  | T        | 86  | Berkenkamp Ford             | Dieter Selzer Holger Soltwedel Mathias Schneider      | Ford Escort RS          |
| 102  | T        | 87  | Langenfeld Motor Sport Club | Günther Bochem Hermann Küppers Werner Burchartz       | BMW 2002                |
| 103  | S + 2.0  | 102 | Porsche Kremer Racing       | Klaus Ludwig                                          | Porsche 908/3           |
| 104  | S + 2.0  | 103 | John Blanckley              | John Blanckley                                        | Chevron B31             |
| 105  | S + 2.0  | 107 | Peter Hoffmann              | Peter Hoffmann Norbert Dombrowski                     | McLaren M8F             |
| 106  | S 2.0    | 111 | Lella Lombardi              | Lella Lombardi Giorgio Francia                        | Osella PA7              |
| 107  | S 2.0    | 113 | Dieter Schulz               | Dieter Schulz Wolfgang Sander                         | Sauber C3               |
| 108  | S 2.0    | 115 | Deutsch Brothers            | Kurt Lotterschmid Ralf Walter                         | TOJ SC206               |
| 109  | S 2.0    | 117 | De Bartdi/Ceraolo           |                                                       | Osella PA7              |

### Klassensieger
| Klasse                 | Fahrer          | Fahrer              | Fahrer             | Fahrzeug           | Platzierung im Gesamtklassement |
| ---------------------- | --------------- | ------------------- | ------------------ | ------------------ | ------------------------------- |
| Sportwagen bis 2 Liter | Peter Groh      | Roland Binder       |                    | Lola T390          | Rang 12                         |
| Gruppe 5               | Manfred Schurti | John Fitzpatrick    | Bob Wollek         | Porsche 935/77     | Gesamtsieg                      |
| GT                     | Jürgen Lässig   | Gerhard Holup       | Hermann-Peter Duge | Porsche 934        | Rang 7                          |
| Tourenwagen            | Rolf Rosenkranz | Hans-Günter Stoffel |                    | Ford Escort RS2000 | Rang 16                         |

### Renndaten
- Gemeldet: 109
- Gestartet: 48
- Gewertet: 27
- Rennklassen: 5
- Zuschauer: 120.000
- Wetter am Renntag: unbekannt
- Streckenlänge: 22,835 km
- Fahrzeit des Siegerteams: 5:57:35,100 Stunden
- Gesamtrunden des Siegerteams: 44
- Gesamtdistanz des Siegerteams: 1004,740 km
- Siegerschnitt: 168,588 km/h
- Pole Position: Rolf Stommelen – Porsche 908/3 TC (#101) – 7.32.200 – 180,332 km/h
- Schnellste Rennrunde: Rolf Stommelen – Porsche 908/3 TC (#101) – 7.41.900 – 177,974 km/h
- Rennserie: 8. Lauf zur Sportwagen-Weltmeisterschaft 1979